# John Sicinski
John Sicinski (* 15. April 1974 in Mississauga, Ontario) ist ein ehemaliger kanadischer Eishockeyspieler, der seit 2024 Cheftrainer beim Oberligisten EC Peiting ist.

## Karriere
Sicinski begann seine Karriere in der Saison 1991/92 bei den Mississauga Senators, damals kurzzeitig Thornhill Thunderbirds, in der Metro Junior A Hockey League (MetJHL), bevor er sich zur Saison 1993/94 entschied ans Union College in die National Collegiate Athletic Association zu wechseln, wo er bis einschließlich der Saison 1996/97 spielte.
Die Saison 1997/98 verlief turbulent für Sicinski, da er in dieser Spielzeit bei insgesamt bei vier verschiedenen Teams unter Vertrag stand. Er begann die Saison bei den Wheeling Nailers in der East Coast Hockey League, bevor er zu den Columbus Cottonmouths in die Central Hockey League wechselte, die er aber noch im gleichen Jahr wieder verließ, um zuerst für den Ligakonkurrenten Fayetteville Force zu spielen und die Saison später bei den Oklahoma City Blazers zu beenden.
Ein Jahr später, also zur Saison 1998/99 wechselte er dann nach Deutschland zum TEV Miesbach in die 2. Liga Süd und zu Beginn der Saison 1999/00 unterschrieb er einen Vertrag beim EHC Straubing in der Oberliga, mit dem ihm der Aufstieg in die 2. Bundesliga gelang.
Nach zwei durchaus erfolgreichen Jahren in der 2. Bundesliga kehrte Sicinski für die Saison 2002/03 nach Nordamerika zurück, wo er für die Corpus-Christi Rayz in der CHL aufs Eis ging.
Zur Saison 2003/04 zog es Sicinski wieder nach Deutschland zurück und er unterschrieb einen Vertrag bei den Stuttgart Wizards in der Oberliga, die er zur Saison 2005/06 wieder verließ, um ein Jahr beim EHC München zu verbringen.
Ab der Saison 2006/07 stand Sicinski bei Deggendorf Fire unter Vertrag, wo er mit der Rückennummer 16 auflief und als Stütze des Teams galt. Zur Saison 2009/10 wechselte Sicinski zum Liga-Rivalen EHF Passau Black Hawks, dort trug er die 61 als Rückennummer. Zur Saison 2010/11 wechselte er zum EV Regensburg, wo er bis zur Spielzeit 2012/13 auch eine der Stammkräfte war. In der Saison 2013/14 zog es ihn zum EC Peiting, wo er noch während der Spielzeit das Traineramt von Joseph Heiß übernahm. Auch in der Spielzeit 2014/15 stand er beim EC Peiting als Cheftrainer an der Bande. Nach Trainerstationen  beim Deggendorfer SC und den Starbulls Rosenheim, übernahm er Mitte November 2022 als Nachfolger von Stefan Wiedmaier die Position als Headcoach beim EV Lindau. Zur Saison 2024/2025 wechselte er wieder zurück zu seinen Trainerwurzeln und übernahm als Cheftrainer den EC Peiting.

## Karrierestatistik
(Legende zur Spielerstatistik: Sp oder GP = absolvierte Spiele; T oder G = erzielte Tore; V oder A = erzielte Assists; Pkt oder Pts = erzielte Scorerpunkte; SM oder PIM = erhaltene Strafminuten; +/− = Plus/Minus-Bilanz; PP = erzielte Überzahltore; SH = erzielte Unterzahltore; GW = erzielte Siegtore; 1 Play-downs/Relegation; Kursiv: Statistik nicht vollständig)

## Sonstiges
Sicinski war in der Saison 1998/99 Top-Scorer und Top-Torschütze in der 2. Liga Süd und in der Saison 2003/04 Top-Scorer der Oberliga Südwest und Top-Torschütze der Abstiegsrunde.